# Wilanówpaleis

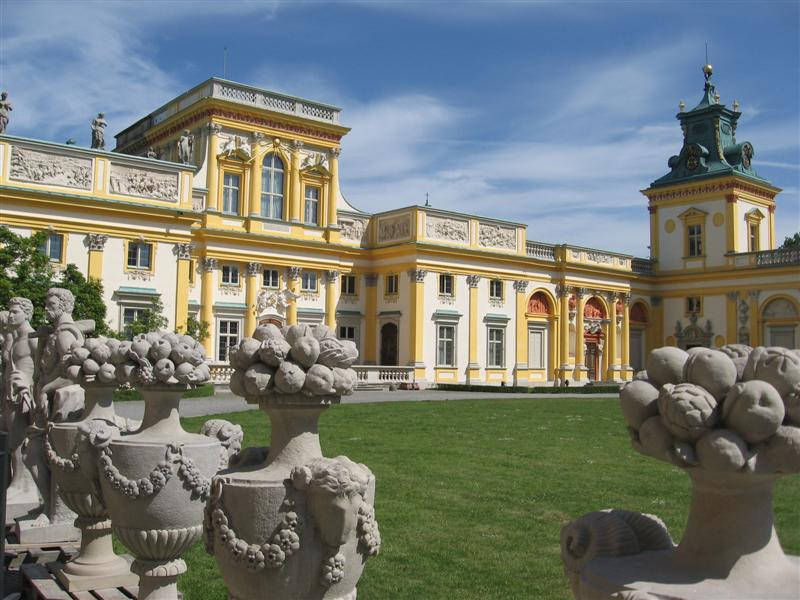
Wilanówpaleis

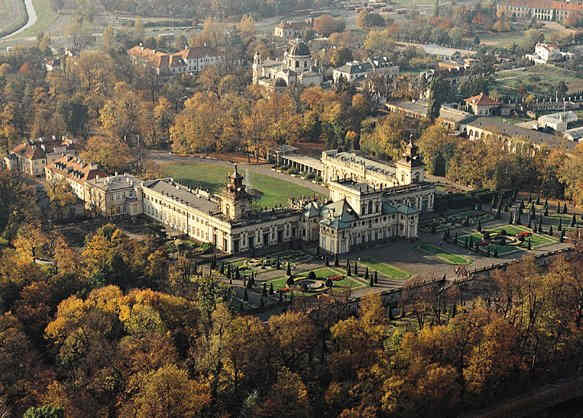
Wilanówpaleis vanuit de lucht

Wilanówpaleis (Pools: Pałac w Wilanowie; Pałac Wilanowski) is een paleis gelegen in de Poolse hoofdstad Warschau in het stadsdeel Wilanów. Het is samen met het park en andere gebouwen in het park, een van de meest precieuze monumenten van Polen.

## Geschiedenis
In 1677 kocht koning Jan Sobieski het dorp Wilanów voor de bouw van een zomerresidentie buiten het warme en lawaaierige Warschau. Architect van Wilanów werd Augusino Locci aangewezen, de secretaris van de koning. Locci had geen enkele bouwkundige ervaring. Hij bouwde aanvankelijk een gelijkvloers gebouw met vier hoekpaviljoens. Dit werd snel daarna verhoogd met een verdieping en werden er twee galerijen met hoektorens toegevoegd, hierdoor kreeg het paleis een uiterlijk van een Italiaanse villa. Het kreeg ook de naam Villa Nova, die later veranderde in de Poolse naam Wilanów. Na de dood van koning Jan Sobieski in 1696, bleef het paleis tot 1720 eigendom van zijn zoons. In 1720 werd het paleis gekocht door Elzbieta Sieniawska, de vrouw van prins Stanislaw Herakliusz Lubomirski. Zij vergrootte het paleis door de bouw van twee zijvleugels. In 1730 verhuurde hun dochter Zofia Dönhoff het paleis aan koning August II van Polen. Na de dood van August II in 1733 kwam het paleis terug aan Zofia Dönhoff, die inmiddels getrouwd was met August Czartoryski. In 1778 werd hun dochter Izabella Lubomirski de nieuwe eigenaar, die het paleis verder liet moderniseren en vergroten. Er werd onder andere een oranjerie en een neoclassicistisch badhuis gebouwd.
In 1799 werd Stanisław Kostka Potocki de nieuwe bewoner van het paleis. Potocki was een groot kunstliefhebber en breidde de kunstverzameling van Wilanów verder uit. In de noordvleugel werd een galerij voor zijn verzameling gebouwd. In 1805 ontstond in het paleis een van de eerste openbare musea van Polen. In 1892 kwam het paleis door vererving in bezit van graaf Ksawery Branicki, wiens zoon het met zijn gezin bewoonde tot 1945. Al was het paleis al zwaar beschadigd door de Duitsers in de Tweede Wereldoorlog, het ontsnapte tijdens de Opstand van Warschau in 1944 aan verwoesting. In 1945 werd het paleis met zijn kunstschatten staatseigendom. In 1962 werd het heropend voor het publiek.

## Interieur

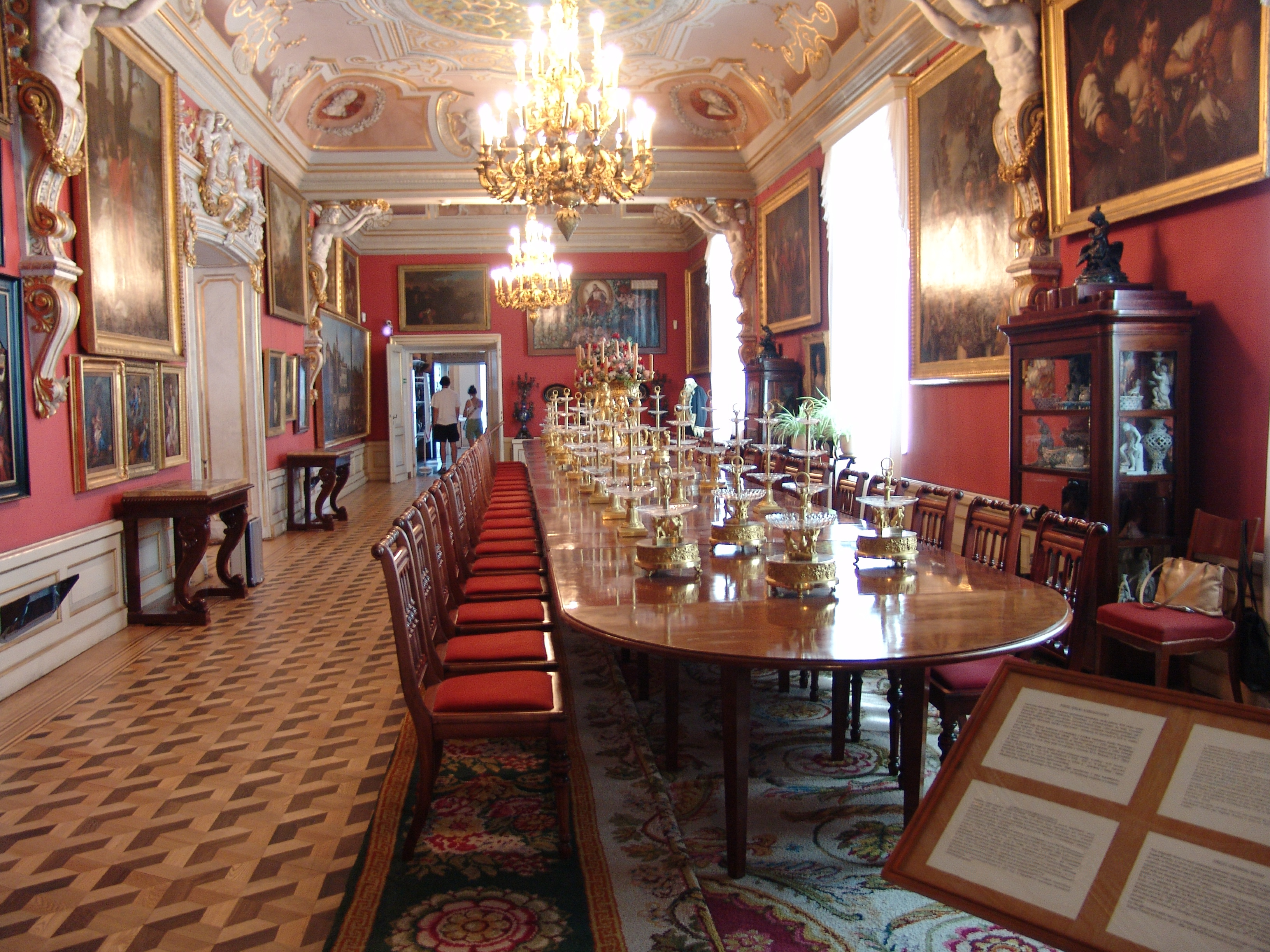
Eetzaal

Het Wilanówpaleis heeft meer dan zestig vertrekken en heeft voornamelijk nog zijn oorspronkelijke indeling behouden. De symmetrische indeling van het paleis is gebouwd volgens de stijl van de Italiaanse villa. In het midden zijn twee achter elkaar gelegen zalen met links en rechts daarvan lagen de vertrekken van de koning en koningin. Op de eerste verdieping bevinden zich een galerij van Poolse portretten. Op de begane grond bevinden zich de grote zaal met plafondschilderingen met de koning afgebeeld als Apollo die het duister verdrijft. In de kleine rode salon in de linkervleugel dankt zijn naam aan de kleur van het Italiaanse damast. In de salon bevindt zich het schilderij Bacchus van Jordaens, een groot schilderij van Viviani en De intocht van de Poolse ambassadeur in Rome van Van Bloemen. In de rechtervleugel bevindt zich de witte zaal die in 1730 als eetzaal door Deibel werd ontworpen.

## Park

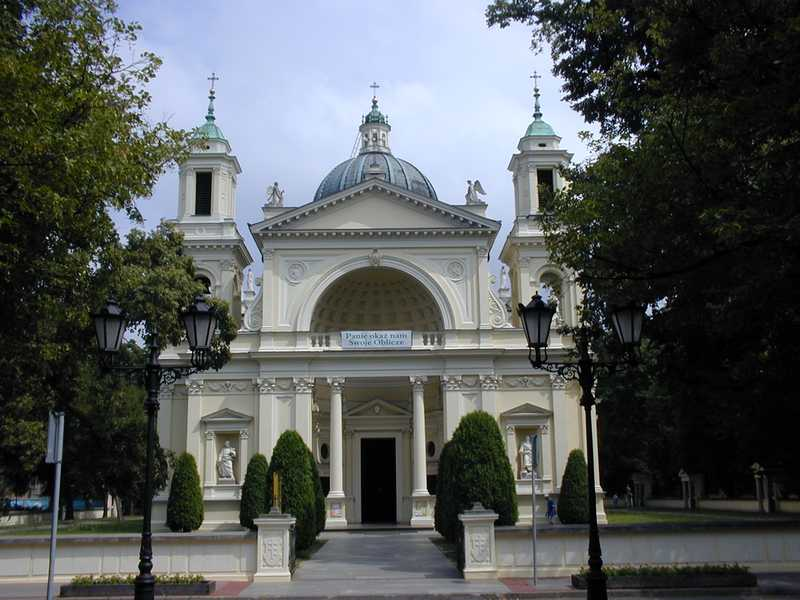
Sint-Annakerk

Het park die rond het paleis ligt heeft een oppervlakte van 43 hectare en belicht verschillende vormen van tuinarchitectuur van de 17de tot de 19de eeuw. Kleine gebouwen en standbeelden staan door het gehele park. Met het aanleg van het park werd begonnen onder koning Jan Sobieski. De barokke parterre in Frans-Italiaanse stijl is in het midden van het park gelegen. Er bevindt zich nog een neorenaissance rozentuin, een één-hectare bloementuin en een labyrint van heggen.

## Sint-Annakerk van Wilanów en het Potocki-mausoleum
Zie Sint-Annakerk (Wilanów) voor het hoofdartikel over dit onderwerp.
De Sint-Annakerk is in het noordelijke gedeelte gelegen van het park en is tussen 1772 en 1775 gebouwd. Het werd gebouwd door August Aleksander Czartoryski en herbouwd tussen 1857 en 1870 door architecten Enrico Marconi en Jan Kacper Heurich in neorenaissancistische stijl.
Belvedèrepaleis · Kasteel Będzin · Bobolice · Chęciny ·  Groene Poort · Koninklijk Kasteel (Warschau) · Lublin · Łazienkipaleis · Łęczyca · Slot Mariënburg · Marywil · Myślewicki-paleis · Niepołomice · Nowy Sącz · Ogrodzieniec · Kazimierzpaleis ·Paleis onder het blikken dak · Piotrków Trybunalski · Koninklijk Paleis (Poznań) · Sandomierz · Sanok · Saksisch Paleis · Tykocin · Ujazdówkasteel · Wawel · Wilanówpaleis